# Gvadaajutsa
Gvadaajutsa (en georgiano: ღვადაახუწა; en abjasio: Ӷәада ахәҵа) es una aldea que pertenece a la parcialmente reconocida República de Abjasia, dentro del distrito de Ochamchire, aunque de iure es parte del municipio de Ochmachire de la República Autónoma de Abjasia de Georgia.

## Geografía
Gvadaajutsa está en el sur de los montes de Kodori, a 28 km de Ochamchire. La aldea se administra desde el pueblo de Gvada.  